# Liste des distinctions de Slipknot
Slipknot est un groupe de metal américain, originaire de Des Moines, dans l'Iowa. À l'origine formé sous le nom de Pale Ones en septembre 1995, Slipknot effectue de nombreux changements dans son line-up, stable de 1999 à 2010 avant le décès du bassiste Paul Gray. Le line-up se compose du chanteur Corey Taylor, des guitaristes Mick Thomson et Jim Root, du batteur Joey Jordison, des percussionnistes Shawn Crahan et Chris Fehn, du sampleur Craig Jones et du turntabliste Sid Wilson,.
Le 29 juin 1999, ils font paraître leur album auto-produit Slipknot. Wait and Bleed, un single extrait de leur album, remporte un Kerrang! Award du meilleur single en 2000, et amène à la première nomination du groupe pour un Grammy dans la catégorie de meilleure chanson de metal en 2001. Après la sortie de leur second album Iowa, les singles Left Behind et My Plague sont également nommés pour le Grammy Award de la meilleure chanson de metal en 2002 et 2003, respectivement. My Plague est également nommé pour le Kerrang! Award de la meilleure vidéo en 2002. Le 25 mai 2004, Slipknot fait paraître son troisième album Vol. 3: (The Subliminal Verses), nommé meilleur album aux Kerrang! Awards de 2004. En 2006, Before I Forget, un single extrait de l'album, est nommé pour le Grammy Award de la meilleure chanson de metal après six nominations cumulées par le groupe. En 2008, le groupe fait paraître son quatrième album All Hope Is Gone ; le single Psychosocial est nommé aux MTV Video Music Awards dans la catégorie meilleure vidéo de rock, et fait cumuler au groupe sa septième nomination en 2009. Slipknot est nommé pour la première fois aux MTV Europe Music Awards dans la catégorie Rock Out ; Kerrang! récompense le groupe du Kerrang! Icon. Toujours en 2009, le groupe est nommé ssix fois aux Kerrang! Awards. En tout, Slipknot est récompensé 16 fois sur 46 nominations.

## Fuse Awards
Les Fuse Awards sont organisés par Fuse TV et sont décidés par vote du public. Slipknot y est nommé qu'une fois.
| 2008 | Psychosocial  | Meilleure vidéo | Nomination |
| 2009 | Dead Memories | Meilleure vidéo | Lauréat    |

## Grammy Awards
Les Grammy Awards sont annuellement organisés par la National Academy of Recording Arts and Sciences. Slipknot y cumule un prix sur sept nominations,,,,,.
| 2001 | Wait and Bleed   | Meilleure chanson de metal     | Nomination |
| 2002 | Left Behind      | Meilleure chanson de metal     | Nomination |
| 2003 | My Plague        | Meilleure chanson de metal     | Nomination |
| 2005 | Duality          | Meilleure chanson de hard rock | Nomination |
| 2005 | Vermilion        | Meilleure chanson de metal     | Nomination |
| 2006 | Before I Forget  | Meilleure chanson de metal     | Lauréat    |
| 2009 | Psychosocial     | Meilleure chanson de metal     | Nomination |
| 2015 | The Negative One | Meilleure chanson de metal     | En attente |

## Kerrang! Awards
Les Kerrang! Awards sont annuellement organisés par Kerrang!, un magazine britannique de rock. Slipknot y cumule sept prix issus de douze nominations,,,,,,,.
| 2000 | Wait and Bleed                  | Meilleur single                    | Lauréat    |
| 2000 | Slipknot                        | Meilleur groupe live international | Lauréat    |
| 2000 | Slipknot                        | Meilleur groupe au monde           | Lauréat    |
| 2001 | Slipknot                        | Best Band in the World             | Lauréat    |
| 2002 | My Plague                       | Meilleure vidéo                    | Nomination |
| 2002 | Slipknot                        | Meilleur groupe live international | Nomination |
| 2002 | Slipknot                        | Meilleur groupe au monde           | Nomination |
| 2004 | Vol. 3: (The Subliminal Verses) | Meilleur album                     | Nomination |
| 2004 | Duality                         | Meilleure vidéo                    | Nomination |
| 2004 | Slipknot                        | Meilleur groupe                    | Nomination |
| 2004 | Slipknot                        | Meilleur groupe de la planète      | Nomination |
| 2005 | Slipknot                        | Meilleur groupe                    | Nomination |
| 2008 | Slipknot                        | Kerrang! Icon                      | Lauréat    |
| 2009 | Slipknot                        | Meilleur groupe                    | Lauréat    |
| 2009 | Dead Memories                   | Meilleur single                    | Nomination |
| 2009 | Psychosocial                    | Meilleur single                    | Nomination |
| 2009 | Sulfur                          | Best Video                         | Nomination |
| 2009 | All Hope Is Gone                | Meilleur album                     | Nomination |
| 2009 | Slipknot                        | Meilleur groupe international      | Lauréat    |
| 2010 | Snuff                           | Meilleur single                    | Nomination |

## Metal Hammer Golden God Awards
Les Metal Hammer Golden God Awards sont annuellement organisés par Metal Hammer, un magazine spécialisé dans le heavy metal. Slipknot y cumule trois prix issus de neuf nominations,,,,,,.
| 2005 | Slipknot                 | Meilleur groupe               | Lauréat    |
| 2008 | Slipknot                 | Inspiration Award             | Nomination |
| 2009 | Slipknot                 | Meilleur groupe               | Lauréat    |
| 2009 | Slipknot                 | Meilleur groupe international | Lauréat    |
| 2009 | Mick Thomson et Jim Root | Shredder(s)                   | Nomination |
| 2010 | Corey Taylor             | Meilleur chanteur             | Nomination |
| 2011 | Joey Jordison            | Meilleur batteur              | Nomination |
| 2012 | Slipknot                 | Retour de l'année             | Lauréat    |

## MTV Europe Music Awards
Les MTV Europe Music Awards sont fondés en 1994 par MTV Europe. Slipknot y cumule une nomination.
| 2008 | Slipknot | Rock Out | Nomination |

## MTV Video Music Awards
Les MTV Video Music Awards sont fondés en 1984 par MTV afin de célébrer les meilleurs clips vidéo de l'année. Slipknot y cumule une nomination.
| 2008 | Psychosocial | Meilleure vidéo rock | Nomination |

## NME
Les NME Awards sont annuellement organisées par le magazine NME. Slipknot y cumule deux prix,.

### NME Premier Awards
| 2000 | Slipknot | Meilleur espoir | Lauréat |

### NME Carling Awards
| 2002 | Iowa     | Meilleur album           | Nomination |
| 2002 | Slipknot | Meilleur groupe de metal | Lauréat    |

## Revolver Golden Gods Awards
Les Revolver Golden Gods Awards sont annuellement organisés par Revolver, un magazine de hard rock et de heavy metal. Slipknot y remporte cinq prix. Le chanteur Corey Taylor en cumule un.
| 2009 | Slipknot     | Meilleur groupe       | Lauréat    |
| 2009 | Psychosocial | Meilleur riff         | Lauréat    |
| 2012 | Slipknot     | Retour de l'année     | Lauréat    |
| 2013 | Slipknot     | Fans les plus engagés | Nomination |
| 2013 | Slipknot     | Meilleur groupe       | Lauréat    |
| 2013 | Corey Taylor | Meilleur chanteur     | Lauréat    |

## Total Guitar Readers Awards
Les Total Guitar Readers Awards sont une cérémonie annuelle organisée par Total Guitar, un magazine britannique. Slipknot y est récompensé trois fois après trois nominations.
| 2008 | Psychosocial               | Meilleure vidéo        | Lauréat |
| 2008 | Psychosocial               | Solo de l'année        | Lauréat |
| 2008 | Fender Jim Root Telecaster | Guitariste le plus hot | Lauréat |